# Thesium chinense
Thesium chinense är en sandelträdsväxtart som beskrevs av Porphir Kiril Nicolai Stepanowitsch Turczaninow. Thesium chinense ingår i släktet spindelörter, och familjen sandelträdsväxter. Utöver nominatformen finns också underarten T. c. longipedunculatum.